# Aethaloperca rogaa
Aethaloperca rogaa är en fiskart som först beskrevs av Forsskål, 1775.  Aethaloperca rogaa ingår i släktet Aethaloperca och familjen havsabborrfiskar. IUCN kategoriserar arten globalt som otillräckligt studerad. Inga underarter finns listade i Catalogue of Life.

## Bildgalleri

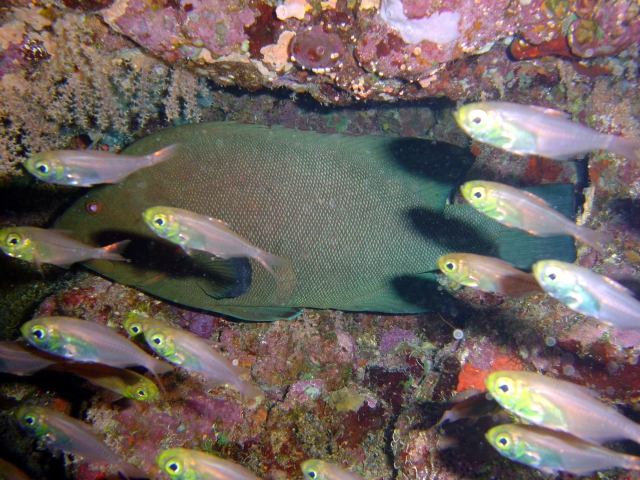